# SpareBank 1
SpareBank 1 is een alliantie van 16 spaarbanken in Noorwegen.
De alliantie werd in 1996 opgericht en werd hiermee de een na grootste bank(groep) in Noorwegen. De oorspronkelijke oprichters waren de Sparebanken SMN, Sparebanken Nord-Norge, Sparebanken Rogaland en Sparebanken Vest.
Deze laatste verliet de alliantie in 2003. De groep is eigenaar van de BN bank.

## Deelnemers

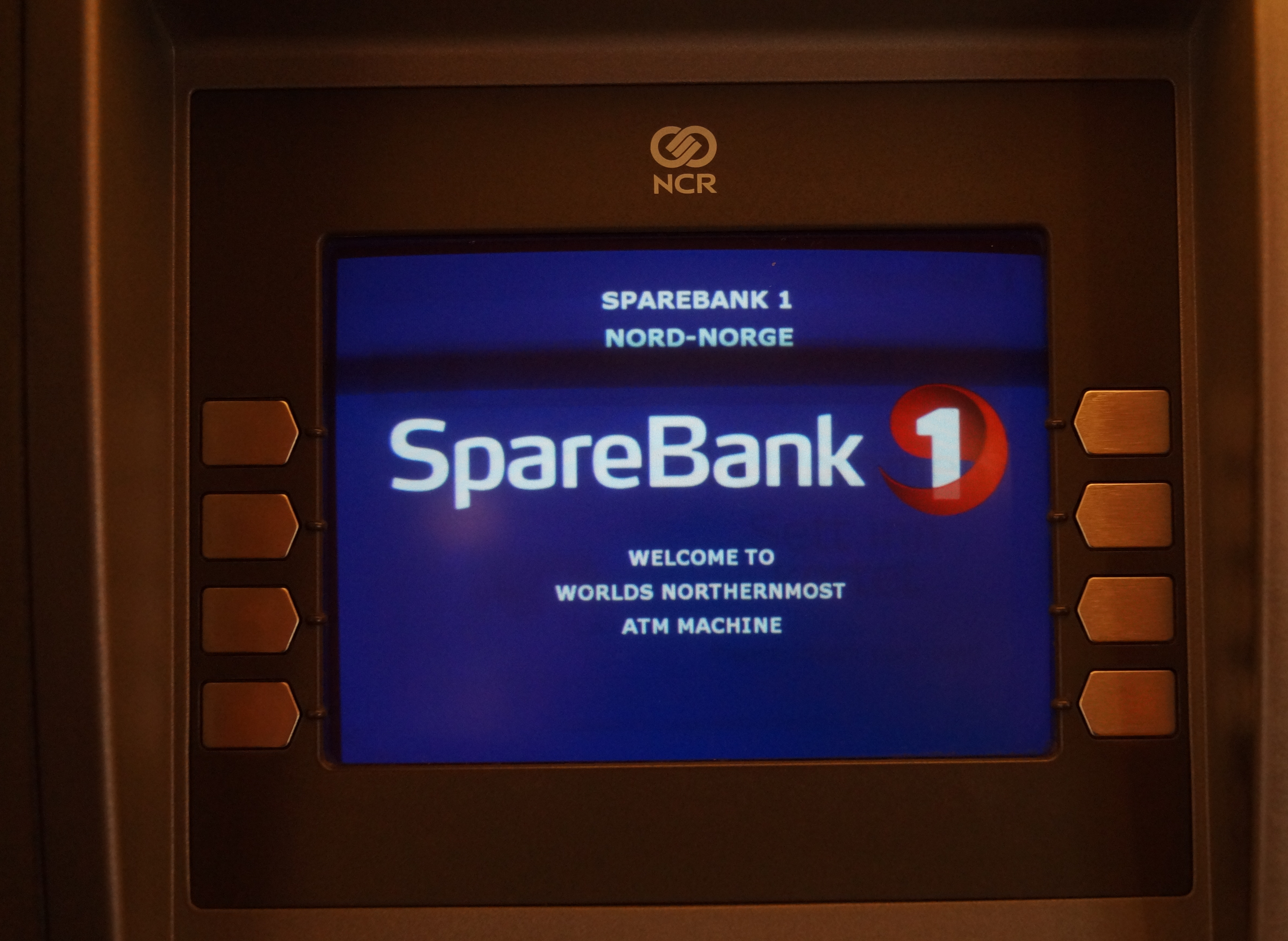
De meest noordelijk gelegen geldautomaat van SpareBank 1 Nord-Norge

- SpareBank 1 BV
- SpareBank 1 Gudbrandsdal
- SpareBank 1 Hallingdal Valdres
- Sparebanken Hedmark
- SpareBank 1 Lom og Skjåk
- SpareBank 1 Modum
- SpareBank 1 Nord-Norge
- SpareBank 1 Nordvest
- SpareBank 1 Nøtterøy-Tønsberg
- SpareBank 1 Oslo Akerhus
- SpareBank 1 Ringerike Hadeland
- SpareBank 1 SMN
- SpareBank 1 SR-Bank
- SpareBank 1 Søre Sunnmøre
- SpareBank 1 Telemark
- SpareBank 1 Østfold Akershus